# إدوين سيراس غريفز
إدوين سيراس غريفز هو سياسي كندي، ولد في 18 مارس 1868 في سانت كاثرينز في كندا، وتوفي في 9 أكتوبر 1936. نشط حزبياً في حزب أونتاريو المحافظ التقدمي. وقد انتخب عضو برلمان مقاطعة أونتاريو ‏.